# Ivinhema EC
Ivinhema EC was een Braziliaanse voetbalclub uit Ivinhema in de staat Mato Grosso do Sul.

## Geschiedenis
De club werd opgericht in 1986 en speelde in 1994 voor het eerst in de hoogste klasse van het Campeonato Sul-Mato-Grossense. In het eerste seizoen werd de club zesde. Ondanks dit resultaat in de middenmoot speelden ze pas in 1998 het tweede seizoen in de competitie. Ze werden groepswinnaar van de eerste ronde en konden ook in de volgende twee rondes telkens groepswinnaar worden waardoor ze zich plaatsten voor de halve finale om de titel. Na een 3-3 gelijkspel tegen Ubiratan verloren ze de terugwedstrijd en waren uitgeschakeld. Voor het seizoen 1999 gaf de club forfait. Ze werden uit de competitie gezet en kregen een boete. De club werd opgeheven, een jaar later werd opvolger Ivinhema AC opgericht. 